# Luigi Zampa
Luigi Zampa (Roma, 2 gennaio 1905 – Roma, 14 agosto 1991) è stato un regista e sceneggiatore italiano.

## Biografia
Figlio di un operaio, un ferroviere romano socialista, e di una sarta di origini tarantine, dopo il diploma tecnico professionale trova impiego presso il comune di Roma. Nel 1930 esordisce come drammaturgo con lavori messi in scena in diversi teatri romani. Nel 1934 si iscrive alla Scuola nazionale di cinematografia dell'Accademia di Santa Cecilia, che l'anno successivo, sotto la guida di Alessandro Blasetti, si trasforma in Centro sperimentale di cinematografia, conseguendo il diploma di regia nel 1937. È la leva dei registi del futuro neorealismo. Pietro Germi e Antonio Pietrangeli sono suoi compagni di corso.

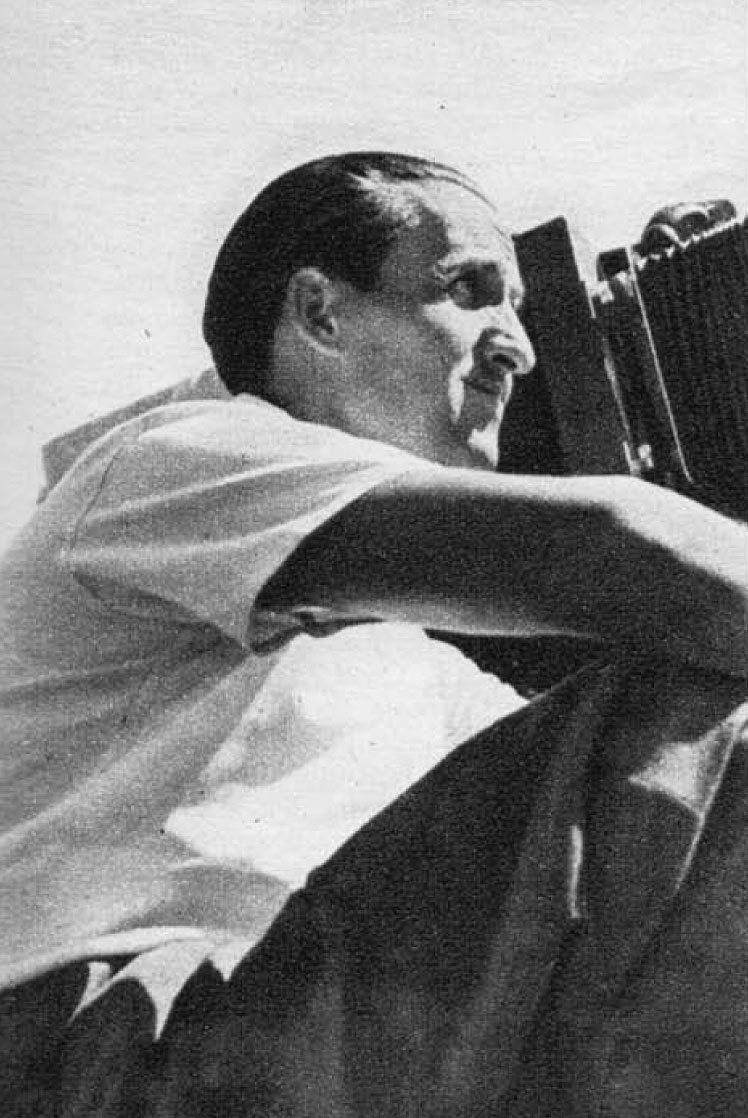
Luigi Zampa nel 1952

Dopo aver lavorato dal 1939 come sceneggiatore, diresse alcuni film di scarso rilievo, fino a partecipare alla stagione del neorealismo prima con due commedie popolaresche, Vivere in pace (1946) e L'onorevole Angelina (1947), interpretate dai due attori simbolo del genere, rispettivamente Aldo Fabrizi e Anna Magnani, e successivamente con il suo capolavoro, Processo alla città (1952), una realistica ricostruzione della camorra napoletana e del famoso processo Cuocolo, su soggetto di Francesco Rosi.
Con Anni difficili (1948), Anni facili (1953) e L'arte di arrangiarsi (1955), trilogia realizzata in collaborazione con Vitaliano Brancati, evocò in toni satirico-grotteschi il fascismo, con un'appendice nel 1962, Gli anni ruggenti, per osservarne poi, dolorosamente, la continuità negli intrallazzi del dopoguerra.
La morte del grande scrittore siciliano, avvenuta nel 1954, segnò il decadimento dell'impegno politico e della migliore vena satirica del regista, che, dopo una trascrizione da Alberto Moravia, La romana (1954), continuò a ondeggiare tra la commedia all'italiana con i film Il vigile (1960), Il medico della mutua (1968), Letti selvaggi (1979), e quelli di denuncia tra le righe come Il magistrato (1959), Bisturi - La mafia bianca (1973), Gente di rispetto (1975), Il mostro (1977). Il film Una questione d'onore (1965), che all'uscita suscitò vive proteste in Sardegna, venne sequestrato a Cagliari, poi a Torino e Genova perché ritenuto “offensivo del comune senso del pudore”; contro il provvedimento si levarono molte voci della cultura, e la pellicola fu dissequestrata dopo alcune settimane.
Padre del musicista e giornalista Fabrizio Zampa, è sepolto presso il cimitero del Verano. Aveva un fratello, Renato, del cui figlio naturale si prese cura nel 1951, quando questi aveva dieci anni: si tratta di Renato Curcio, uno dei fondatori delle Brigate Rosse. Gli venne dedicata una retrospettiva completa alla Festa del cinema di Roma 2009, a cura di Mario Sesti.

## Filmografia
- Risveglio di una città (1933)
- L'attore scomparso (1941)
- C'è sempre un ma! (1942)
- Signorinette (1942)
- Fra' Diavolo (1942)
- L'abito nero da sposa (1945)
- Un americano in vacanza (1946)
- Vivere in pace (1947)
- L'onorevole Angelina (1947)
- Anni difficili (1948)
- Campane a martello (1949)
- Children of Chance (1949)

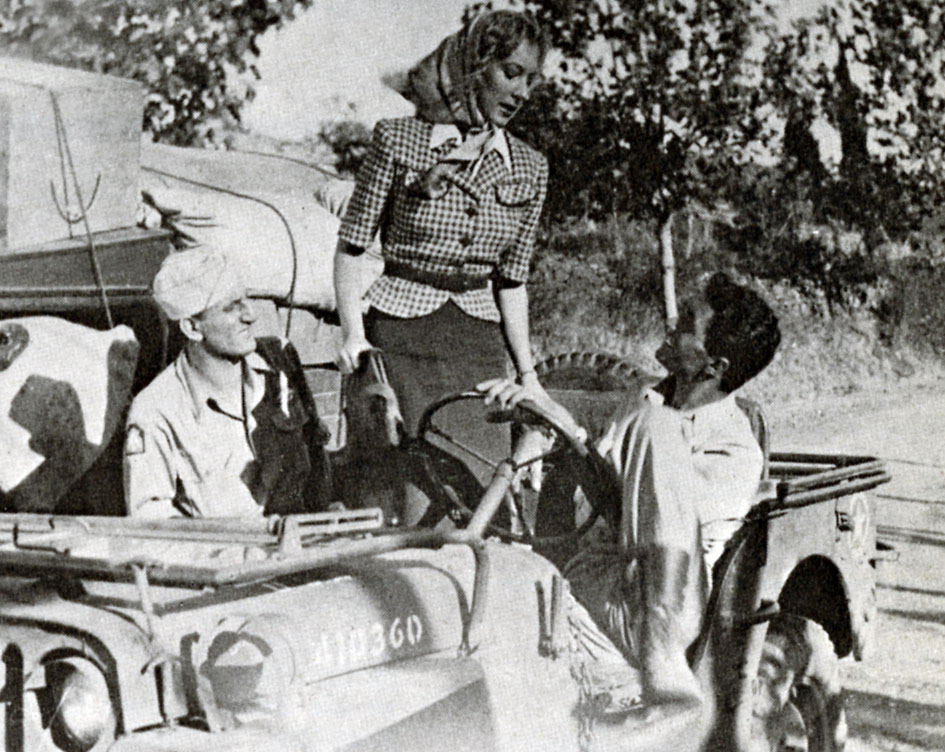
Adolfo Celi, Valentina Cortese e Leo Dale in Un americano in vacanza

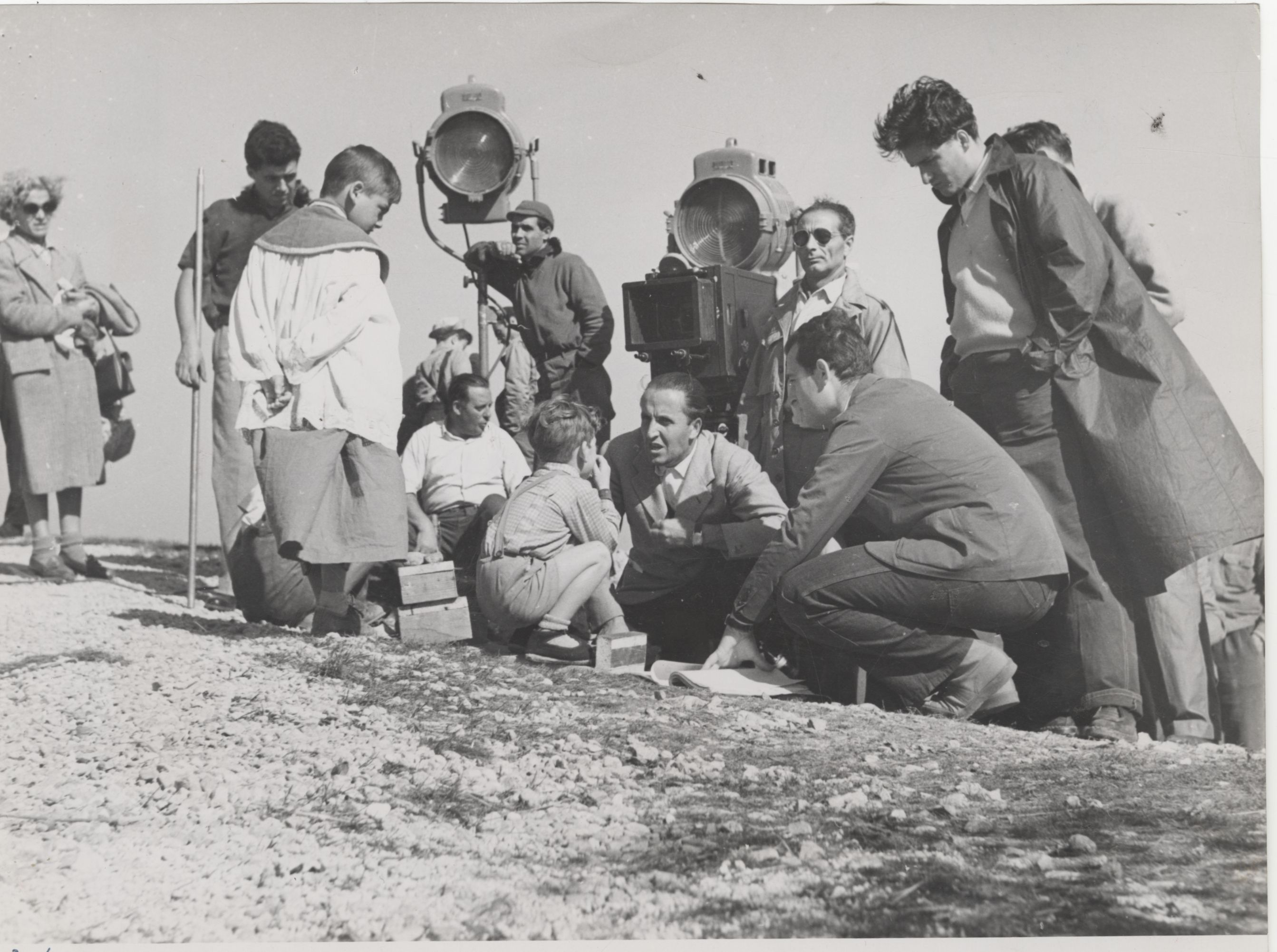
Luigi Zampa dà indicazioni al piccolo attore Enzo Stajola in una scena di La linea bianca, titolo provvisorio del film Cuori senza frontiere

- È più facile che un cammello... (1950)
- Cuori senza frontiere (1950)
- Signori, in carrozza! (1951)
- Processo alla città (1952)
- Isa Miranda, episodio di Siamo donne (1953)
- Anni facili (1953)
- La patente, episodio di Questa è la vita (1954)
- La romana (1954)
- L'arte di arrangiarsi (1954)
- Ragazze d'oggi (1955)
- La ragazza del Palio (1957)
- Ladro lui, ladra lei (1958)
- Il magistrato (1959)
- Il vigile (1960)
- Gli anni ruggenti (1962)
- Frenesia dell'estate (1963)
- Una questione d'onore (1965)
- I nostri mariti, episodio Il marito di Olga (1966)
- Il medico della mutua (1968)
- Le dolci signore (1968)
- Contestazione generale (1970)
- Bello, onesto, emigrato Australia sposerebbe compaesana illibata (1971)
- Bisturi - La mafia bianca (1973)
- Gente di rispetto (1975)
- Il mostro (1977)
- Letti selvaggi (1979)

## Riconoscimenti
- Nastro d'argento
  - 1947 – Migliore soggetto per Vivere in pace[4]
  - 1954 – Migliore sceneggiatura per Anni facili

- Grolla d'oro
  - 1953 – Miglior regista per Processo alla città